# Ганс Ердманн
Ганс Ердманн (нім. Hans Erdmann; 18 лютого 1895, Лекніц — 23 квітня 1991, Дуйсбург) — німецький офіцер, генерал-майор люфтваффе.

## Біографія
Учасник Першої світової війни. Після війни демобілізований, 30 листопада 1918 року поступив на службу в поліцію Гамбурга. 1 червня 1935 року перейшов у люфтваффе. До кінця вересня 1936 року — начальник штабу резерву 4-ї авіаційної області. До кінця серпня 1937 року — командир роти 37-го запасного авіаційного дивізіону.
З 1 вересня 1937 року — командир 61-го авіаційного полку. Після розформування полку 8 жовтня 1942 року призначений командиром 9-ї авіапольової дивізії. з 11 серпня 1943 року — комендант авіабази 11 (Ландсберг-ам-Лех). З 13 лютого 1945 року — командир авіаційного управління «Північ» і заступник командира 10-го генерального командування. 8 травня 1945 року взятий в полон британськими військами. Звільнений 17 травня 1948 року.

## Звання
- Лейтенант резерву (14 травня 1915)
- Лейтенант поліції (1 грудня 1920)
- Обер-лейтенант резерву запасу (14 серпня 1922)
- Обер-лейтенант поліції (1 листопада 1923)
- Гауптман поліції (11 серпня 1929)
- Майор (1 серпня 1935)
- Оберст-лейтенант (1 серпня 1937)
- Оберст (1 червня 1939)
- Генерал-майор (1 квітня 1943)

## Нагороди
- Залізний хрест 2-го і 1-го класу
- Нагрудний знак пілота-спостерігача (Пруссія)
- Пам'ятний знак пілота (Пруссія)
- Почесний хрест ветерана війни з мечами
- Медаль «За вислугу років у Вермахті» 4-го, 3-го і 2-го класу (18 років)
- Медаль «У пам'ять 1 жовтня 1938»
- Застібка до Залізного хреста 2-го і 1-го класу
- 2 нарукавних знаки «За знищений танк»